# Echizen-Kaga-Kaigan-Quasi-Nationalpark
Der Echizen-Kaga-Kaigan-Quasi-Nationalpark (japanisch 越前加賀海岸国定公園 Echizen kagakaigan kokutei kōen) ist einer von über 50 Quasi-Nationalparks in Japan. Die Präfekturen Ishikawa und Fukui sind für die Verwaltung des Parks zuständig. Der Park wurde am 1. Mai 1968 gegründet und umfasst eine Fläche von ca. 90 km². Mit der IUCN-Kategorie V ist das Parkgebiet als Geschützte Landschaft/Geschütztes Marines Gebiet klassifiziert. Die Parkfläche besteht aus mehreren nicht zusammenhängenden Küstengebieten.
Markante Orte im Park:
- Steilküste Tōjinbō (東尋坊), bzw. Tōjimbō
- Insel Oshima (雄島): Besteht aus Andesit-Lava und ist von scharfen und steilen Klippen umgeben
- Insel Echizen Matsushima (越前松島)
- Kochōmon (呼鳥門): Natürlicher Steinbogen, ca. 15 m hoch
- Echizen-Narzissenfelder (越前水仙, Echizen suisen): Am steilen Abhang der Küstenlinie von etwa 20 km
- Nakaikemi-Feuchtgebiet (中池見湿地, Nakaikemi shitchi): Viele seltene wild lebende Tier- und Pflanzenarten, die durch Reisanbau erhalten wurden

Besonders bekannt ist die Klippe von Tōjinbō Oike, die 25 m über dem Meeresspiegel liegt und damit eine der größten der Welt darstellt.

## Galerie

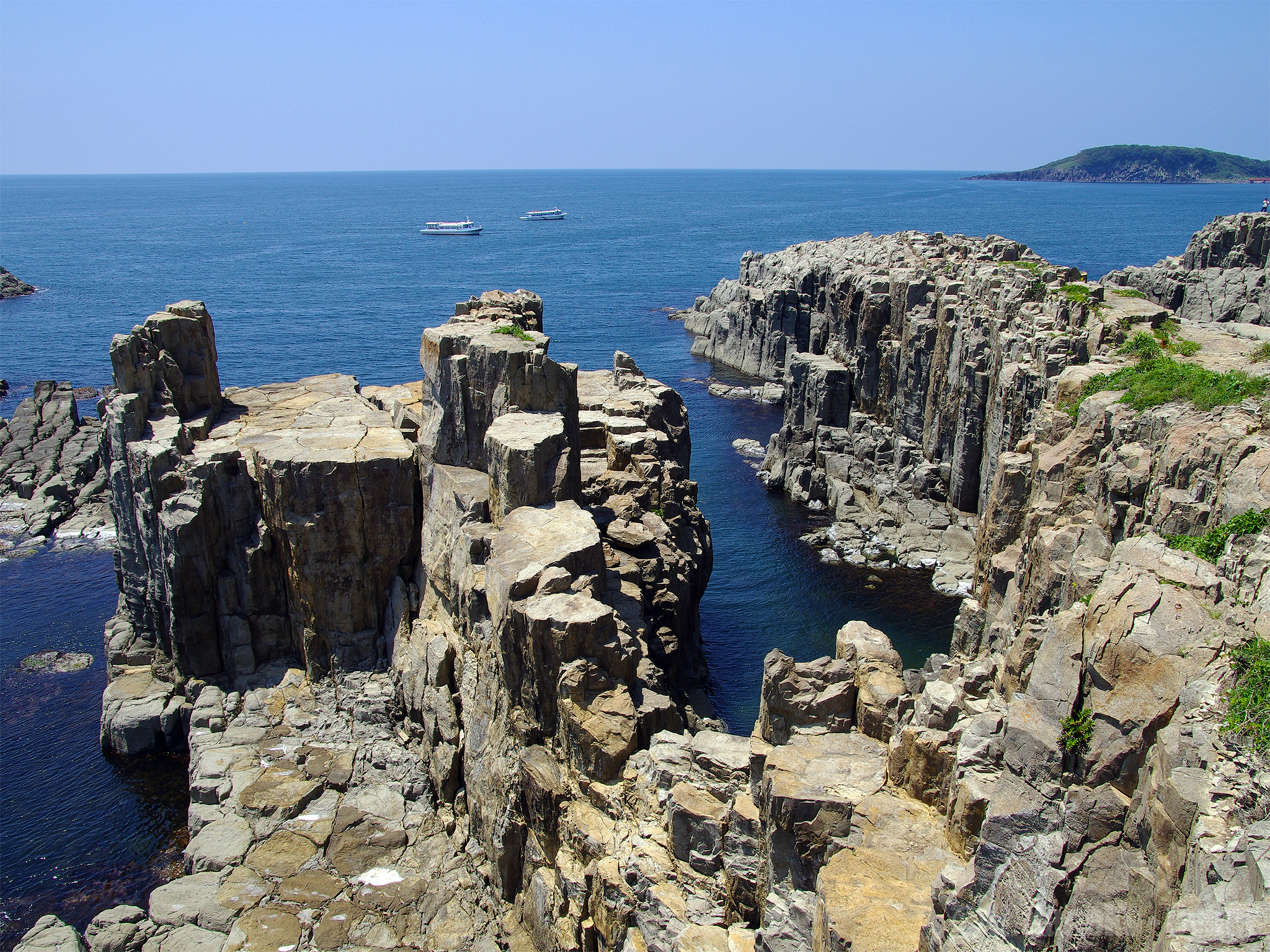
Tōjinbō (東尋坊) Steilküste
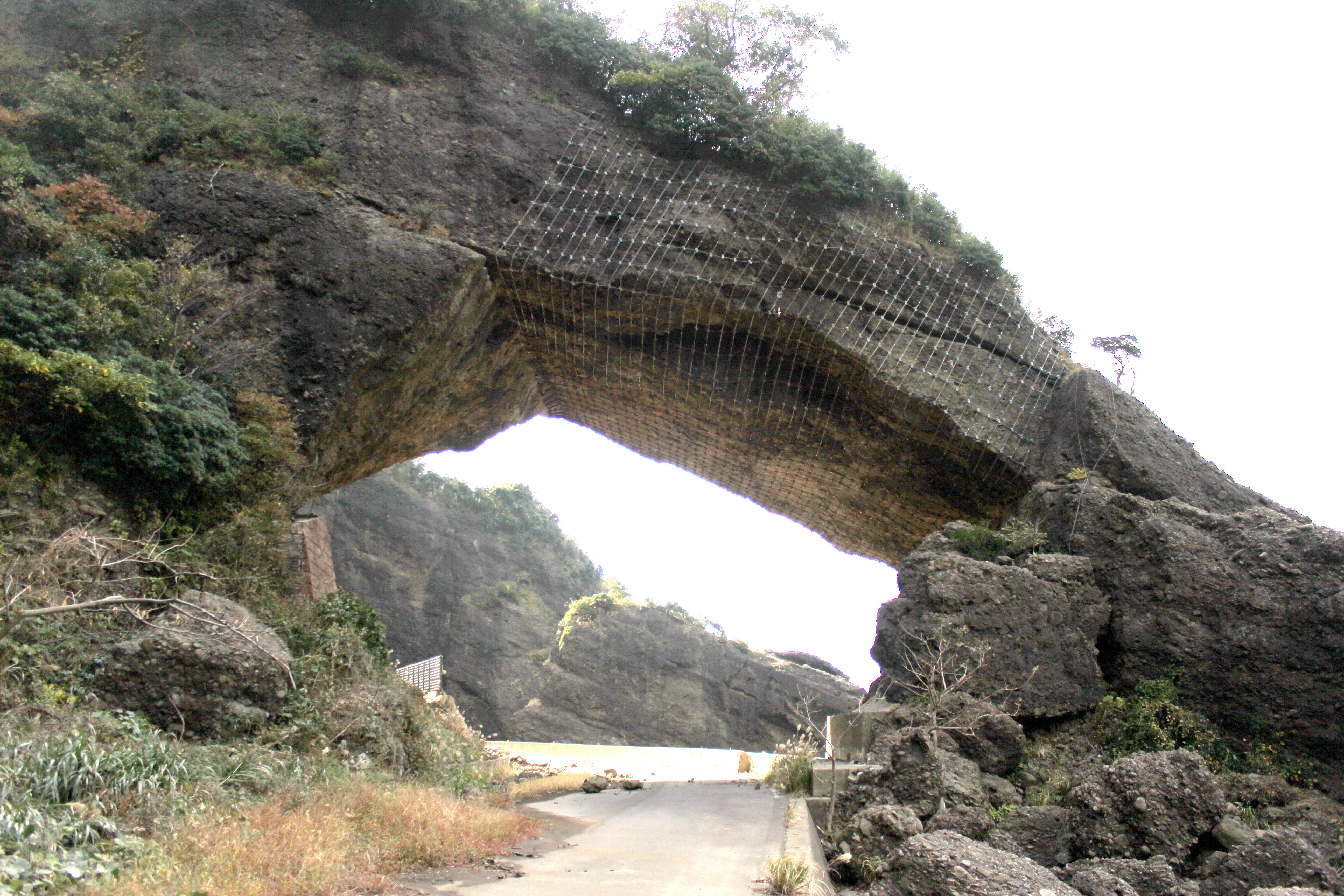
Kochōmon (呼鳥門)
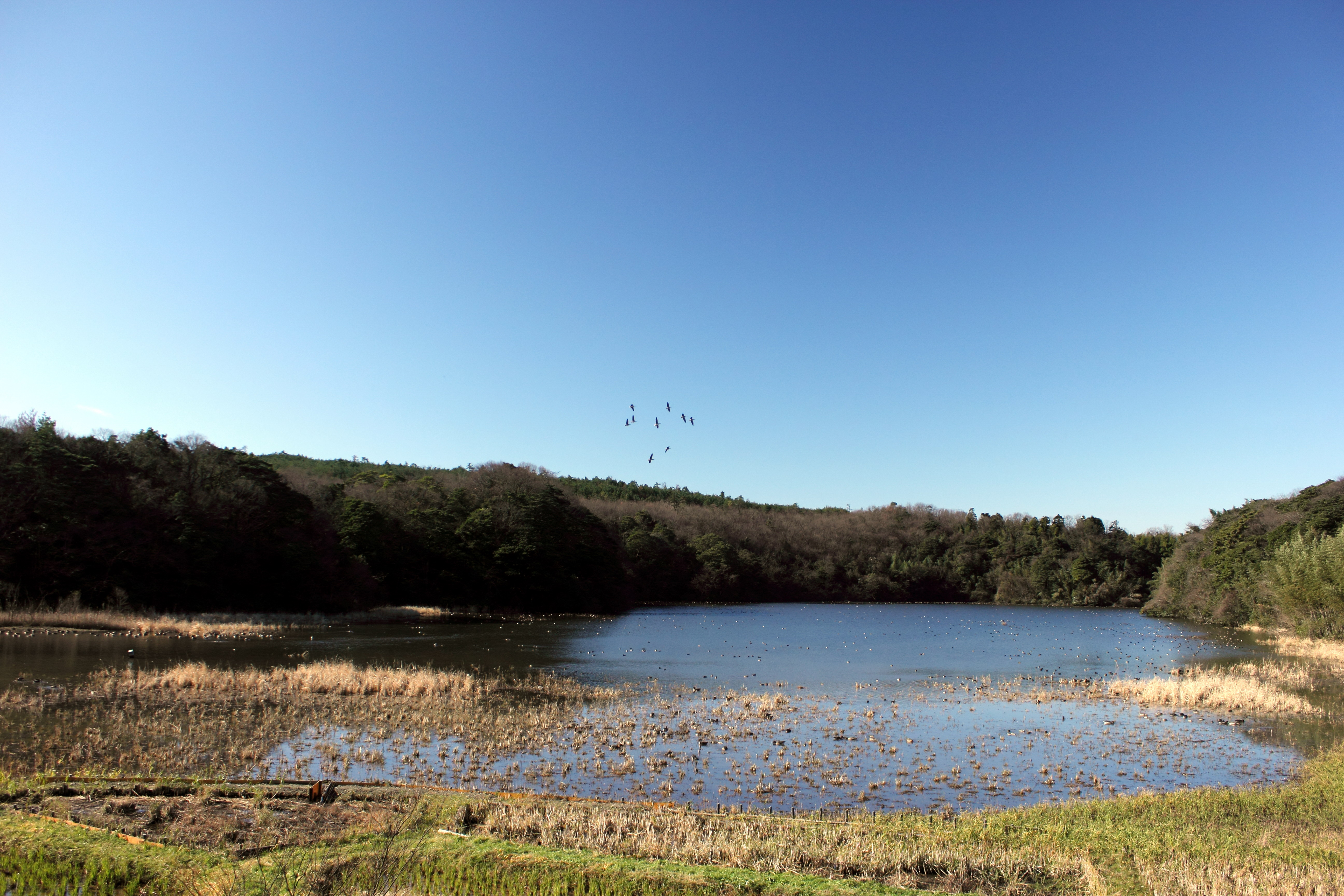
Teich ("ike") Katano Kamo
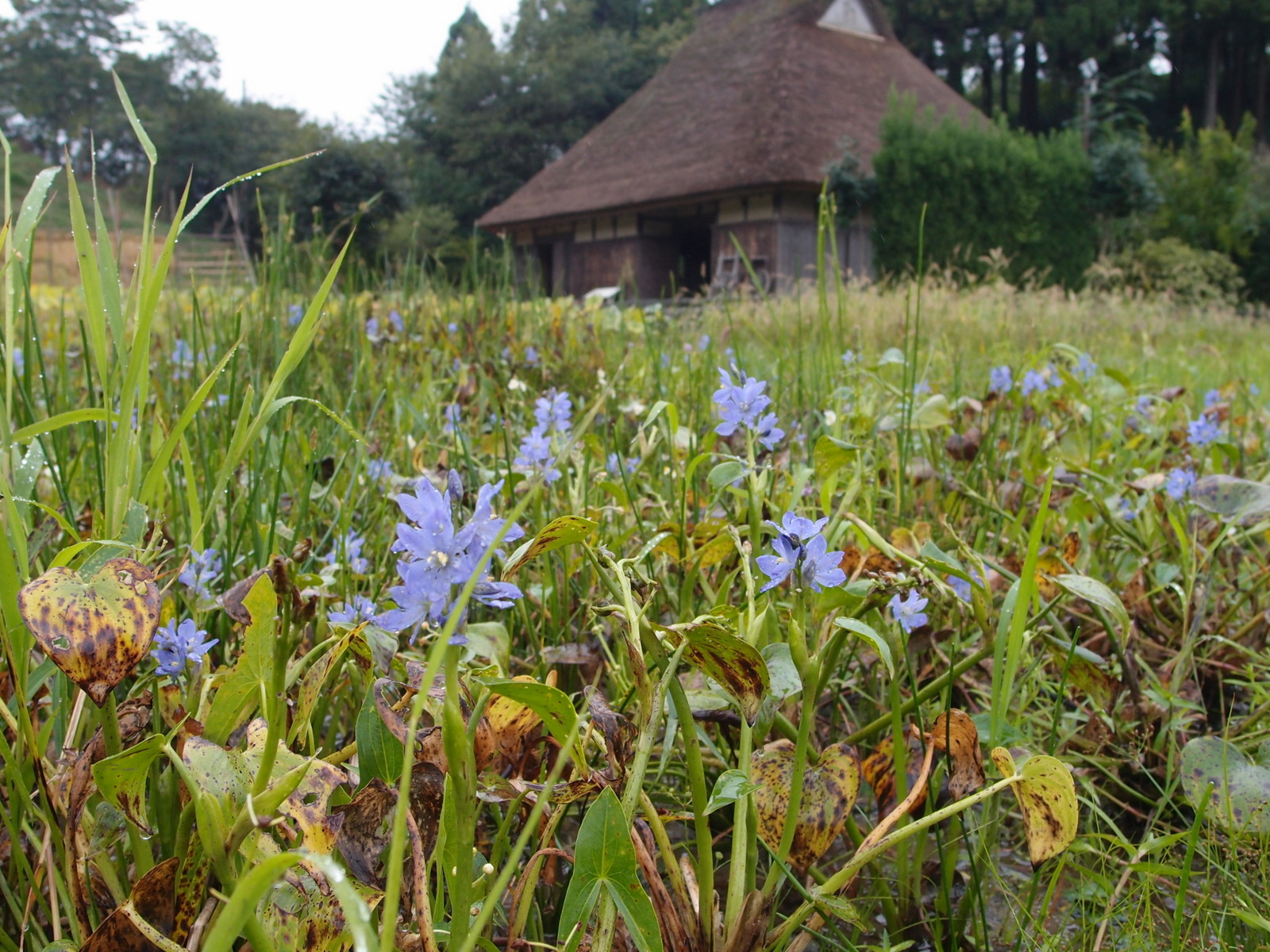
Mizuaoi im Nakaikemi Feuchtgebiet